# Sporvejsmuseet Skjoldenæsholm

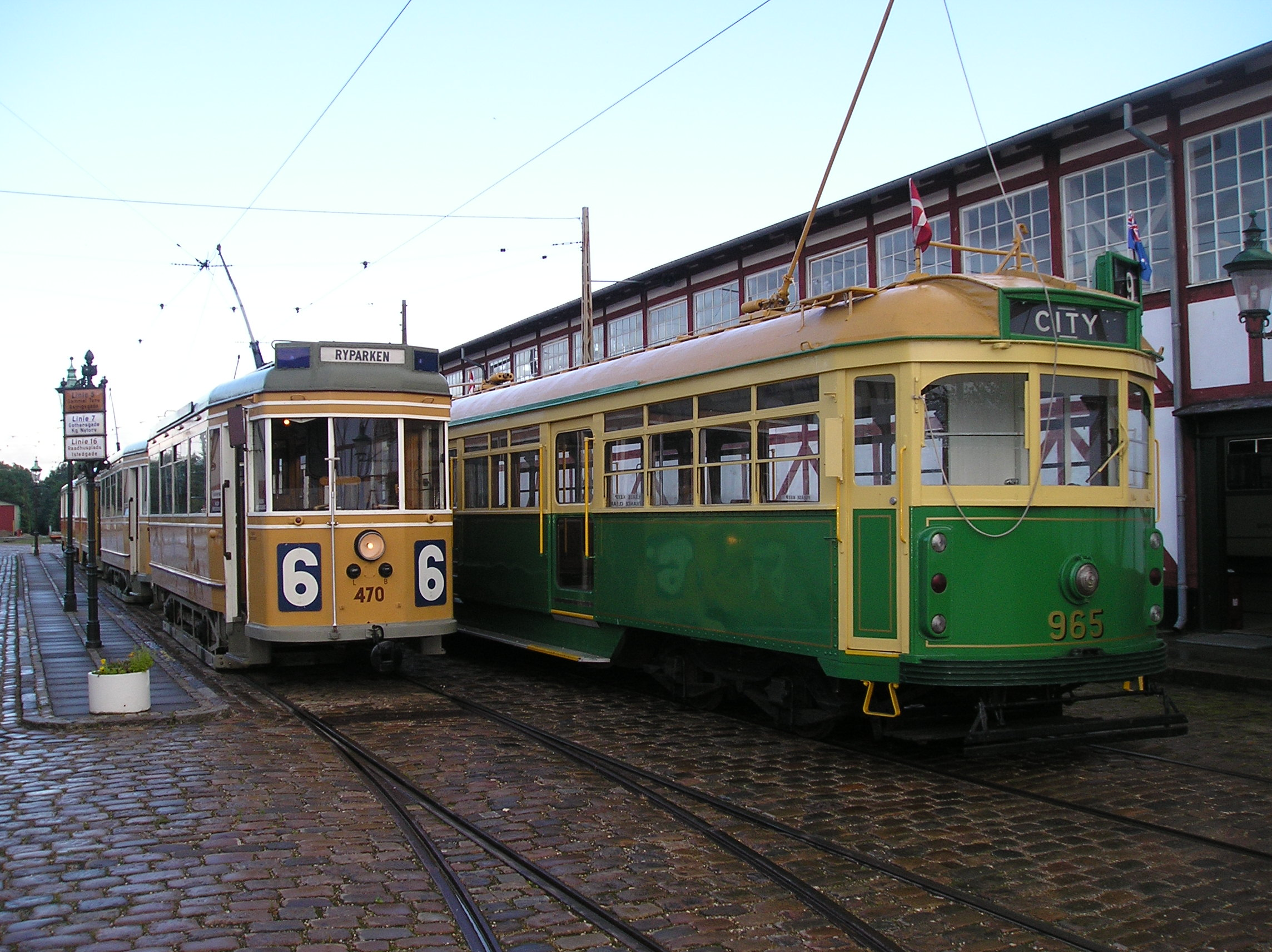
Spårvagnar vid Sporvejsmuseet Skjoldenæsholm. Till vänster ett tåg som tidigare rullat i Köpenhamn och bredvid en vagn från Melbourne i Australien.

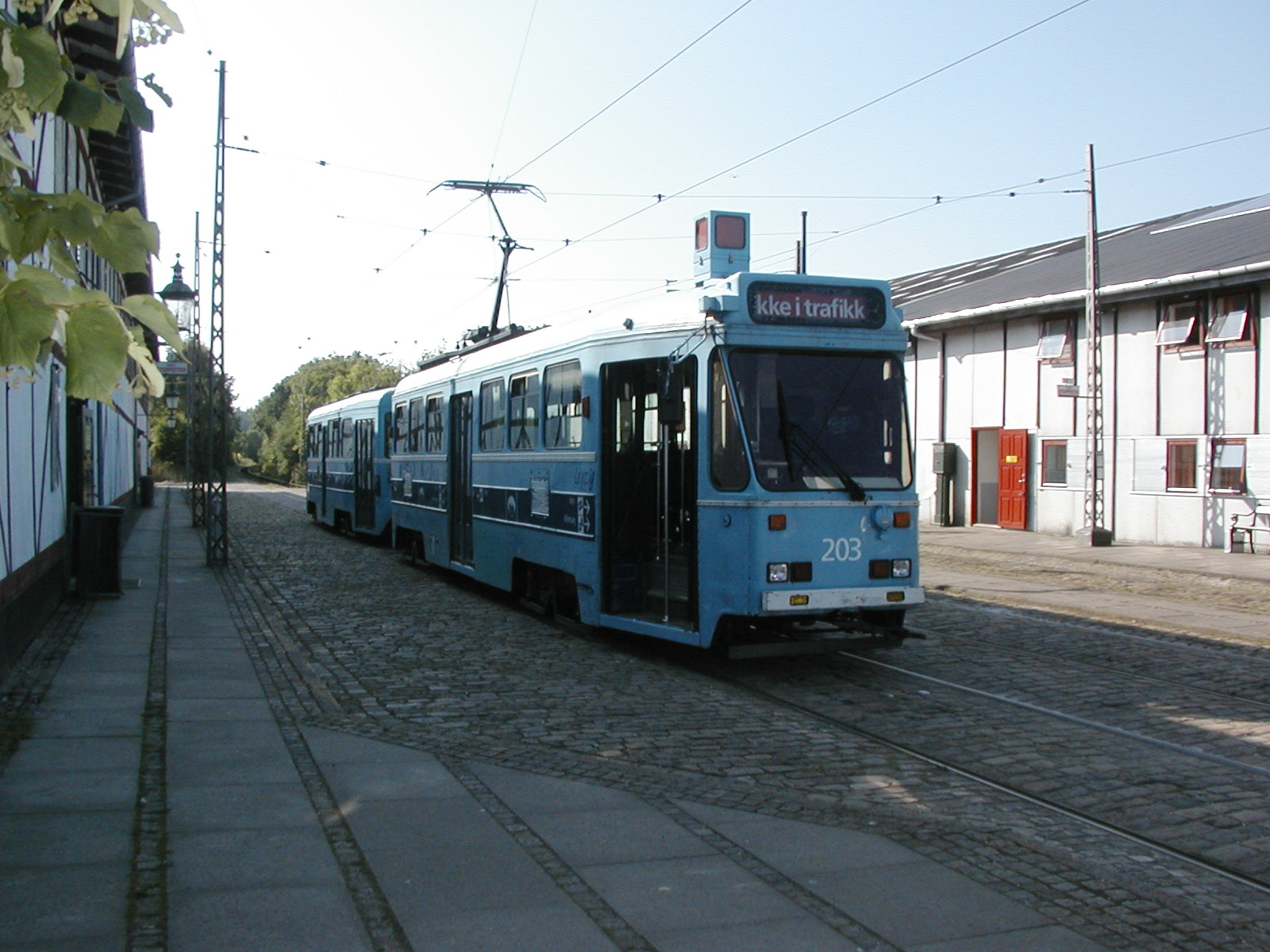
Vagn 203 från Oslo

Sporvejsmuseet Skjoldenæsholm är ett danskt spårvägsmuseum, invigt den 26 maj 1978, vid Jystrup i Ringsted kommun på Sjælland.
Museet har byggts upp och drivs ideellt av medlemmar i Sporvejshistorisk Selskab (SHS). Museet har numera övertagit även de samlingar som tidigare tillhört Hovedstadsområdets Trafikselskab. Samlingarna omfattar därigenom över 100 spårvagnar och bussar, av vilka många är körklara. Huvuddelen av dessa kommer från de tre tidigare danska spårvägsstäderna, Köpenhamn, Århus och Odense, men man har även spårvagnar från en rad olika länder, däribland en Mustang som tidigare tillhört Malmö stads spårvägar.
Museispårvagnarna trafikerar de spåranläggningar med såväl normal- som meterspår, som finns i anslutning till museet. Meterspåret är cirka 300 meter långt och trafikeras av vagnar från Århus, som hade just denna spårvidd. Normalspåret är ca 1,5 kilometer långt och används av de övriga spårvagnarna. Vid vissa tillfällen kör man även rundturer med museibussar.